# آرثر نوريس
آرثر ج. كان نوريس لاعب تنس من بريطانيا العظمى. في الألعاب الأولمبية الصيفية لعام 1900 فاز بميداليتين برونزيتين، واحدة في الفردي والأخرى في الزوجي.